# Sunflower Pearl
Le Sunflower Pearl (さんふらわあ ぱーる, Sanfurawā Pāru) est un ferry appartenant à la compagnie japonaise Ferry Sunflower. Construit entre 2007 et 2008 aux chantiers Mitsubishi Heavy Industries de Shimonoseki pour la compagnie Diamond Ferry, il entre en service en janvier 2008 sur la liaison reliant Kobe à Ōita, sur l'île de Kyūshū. Transféré en 2009 au sein de la nouvelle entité Ferry Sunflower, issue de la fusion de cette dernière avec Diamond Ferry et Kansai Kisen, il conserve cependant son affectation d'origine.

## Historique

### Origines et construction
Depuis le début des années 2000, la desserte maritime des liaisons reliant le Kansai à l'île de Kyūshū par le groupe Mitsui O.S.K. Lines est répartie entre trois filiales, les compagnies Blue Highway Line West Japan et Kansai Kisen, exploitant conjointement leur flotte sous la bannière Sunflower, et la compagnie Diamond Ferry. En 2007, le groupe MOL prend la décision de faire fusionner Blue Highway Line West Japan et Diamond Ferry au profit de cette dernière, ainsi, la compagnie récupère la flotte, les liaisons et la marque Sunflower. Au même moment, tandis que le processus de fusion est en cours, la direction de Diamond Ferry décide de profiter de cette occasion pour remplacer ses navires Ferry Diamond et Star Diamond sur la ligne Kobe - Ōita. Une nouvelle paire de car-ferries est alors commandée aux chantiers Mitsubishi Heavy Industries de Shimonoseki.
Dans le cadre du projet de fusion entre Diamond Ferry et Blue Highway Line West Japan, les futurs navires sont baptisés Sunflower Gold et Sunflower Pearl. Ils s'inscrivent dans la continuité de leur prédécesseurs avec toutefois des caractéristiques générales légèrement plus imposantes au regard de ces derniers et affichent ainsi des dimensions moyennes avec une longueur de 165 mètres et un tonnage de 11 000 tonneaux. Comme le veut la tendance sur les lignes maritimes intérieures japonaises, la capacité passagère est légèrement abaissée par rapport aux anciens navires tandis que celle du garage est augmentée de 40% du fait de la surface de roulage plus importante. Bien que fonctionnels, les locaux destinées aux passagers vont être conçus pour offrir un certain confort avec d'agréables parties communes et davantage de cabines privatives dont certaines équipées de balcon. Sur le plan technique, des mesures visant à réduire l'impact environnemental des navires vont être expérimentées, dont notamment la propulsion assurée au moyen d'une hélice unique entrainée par deux moteurs.
Deuxième navire construit, le Sunflower Pearl est lancé le 11 septembre 2007. À la suite des travaux de finitions s'étalant sur quatre mois, il est réceptionné par Diamond Ferry le 11 janvier 2008.

### Service
Le Sunflower Pearl est mis en service le 16 janvier 2008 sur la liaison reliant Kobe à Ōita. Il y rejoint son sister-ship le Sunflower Gold et remplace le ferry Star Diamond. Tout comme son jumeau, il arbore sur ses flancs la livrée Sunflower en raison de l'absorption de Blue Highway Line West Japan par Diamond Ferry.
En octobre 2009, à la suite d'une avarie survenue sur le Sunflower Gold au niveau de son hélice unique, il est constaté que le défaut de conception affectant le fonctionnement du pas de celle-ci est également présent à bord du Sunflower Pearl. En conséquence, le navire est temporairement retiré du service afin que la pièce défectueuse soit remplacée. À cette même période, en novembre les principales compagnies du réseau Sunflower naviguant vers Kyūshū fusionnent pour ne former qu'une seule et même entité. En conséquence, la flotte de Diamond Ferry est intégrée à cette nouvelle société, ce qui ne modifie cependant pas l'affectation du Sunflower Pearl et de son jumeau.
Le 9 janvier 2014, alors qu'il se trouve à quai au terminal de l'île de Rokkō à Kobe, le navire est accidentellement abordé par un cargo aux alentours de 18h30, celui-ci heurtant à plusieurs reprises le flanc bâbord du car-ferry, occasionnant quelques dégâts se limitant toutefois à quelques tôles endommagées ainsi qu'une brèche au niveau du garage inférieur. Le Sunflower Pearl devra néanmoins subir des réparations d'urgence avant de pouvoir reprendre la mer, entraînant un retard de deux heures et demi sur la traversée.
Le 15 décembre 2017, le navire est victime d'une importante avarie au niveau de ses moteurs nécessitant son retrait du service. Les réparations, effectuées par les chantiers Mitsui E&S, dureront au total plus de neuf mois et le Sunflower Pearl ne reprendra la mer que le 29 août 2018. Afin de pallier l'absence du navire, Ferry Sunflower déploie le Sunflower Satsuma 1, qui devait initialement quitter la flotte, entre Kobe et Beppu.

## Aménagements
Le Sunflower Gold possède 8 ponts. Si le navire s'étend en réalité sur 10 étages, deux d'entre sont inexistants au niveau des garages afin de lui permettre de transporter du fret. Les locaux passagers occupent principalement les ponts 5 et 6 ainsi qu'une partie du pont 7 où se situent également les quartiers de l'équipage. Les garages se situent sur les ponts 1, 2, 3 et 4.

### Locaux communs
Les aménagements du Sunflower Pearl sont principalement situées sur les ponts 5 et 6. Le navire est équipé d'un restaurant, d'une boutique de bains publics d'une salle de jeux ainsi que d'un coin fumeur.

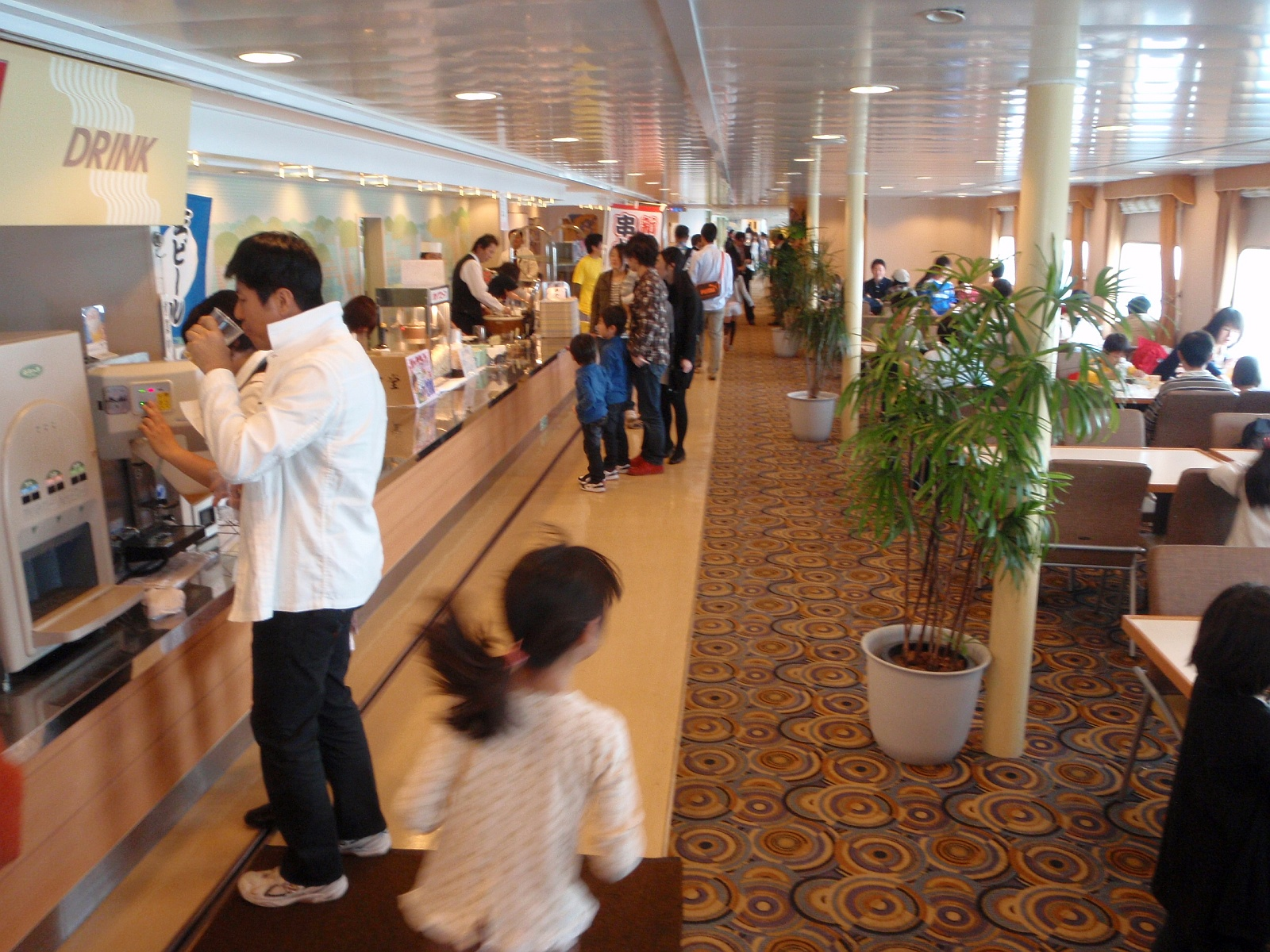
Restaurant sur le pont 5
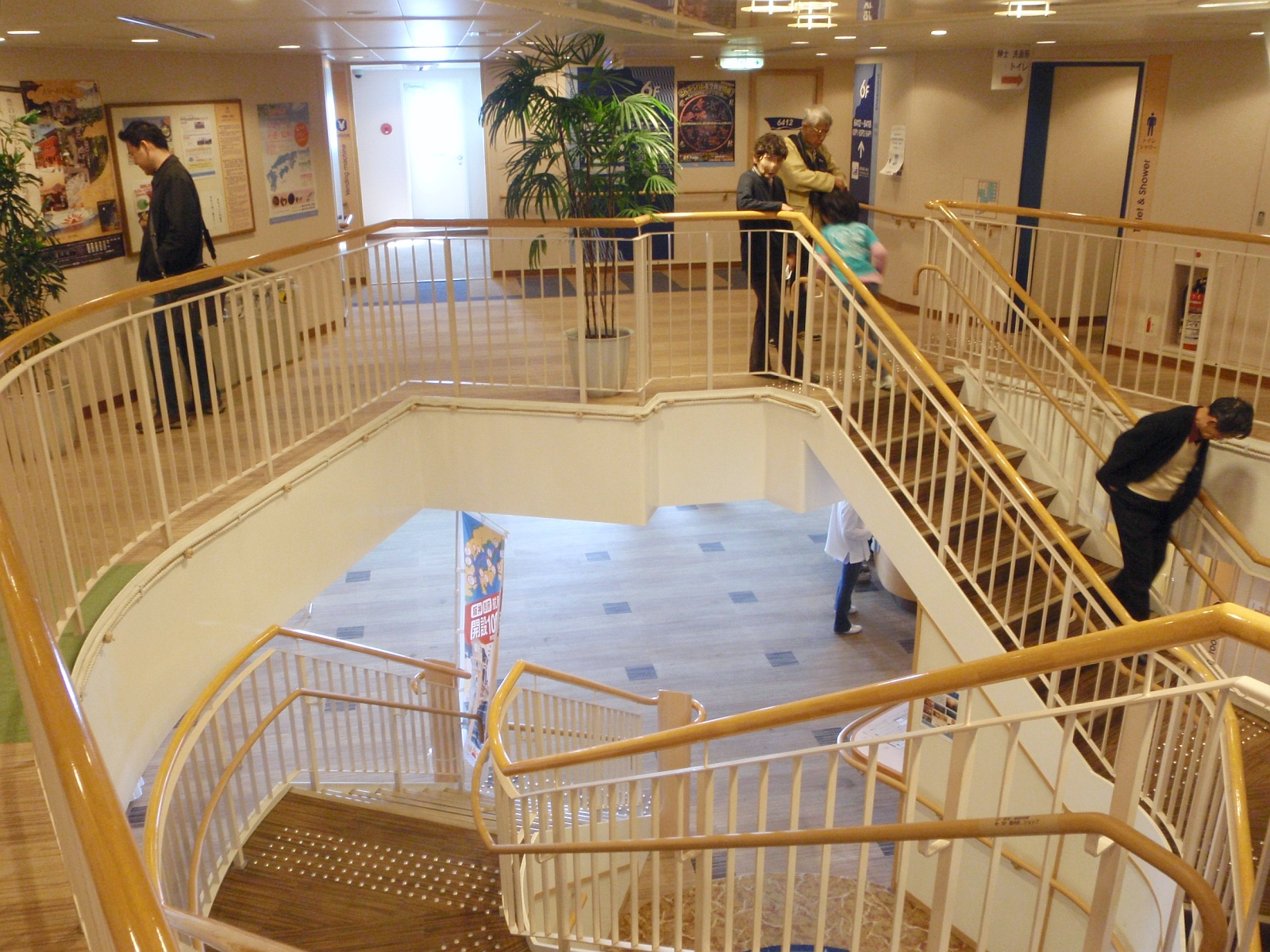
Atrium principal au centre du navire

### Cabines
À bord du Sunflower Pearl, les cabines sont situées sur les ponts 5 et 6 vers l'avant ainsi que sur le pont 7 au milieu. Le navire est équipé de huit cabines Deluxe équipées de sanitaires pouvant loger deux à quatre passagers, de cabines Standard d'une capacité de quatre personnes avec lits superposés et lavabo, de cabines individuelles ainsi que de dortoirs.

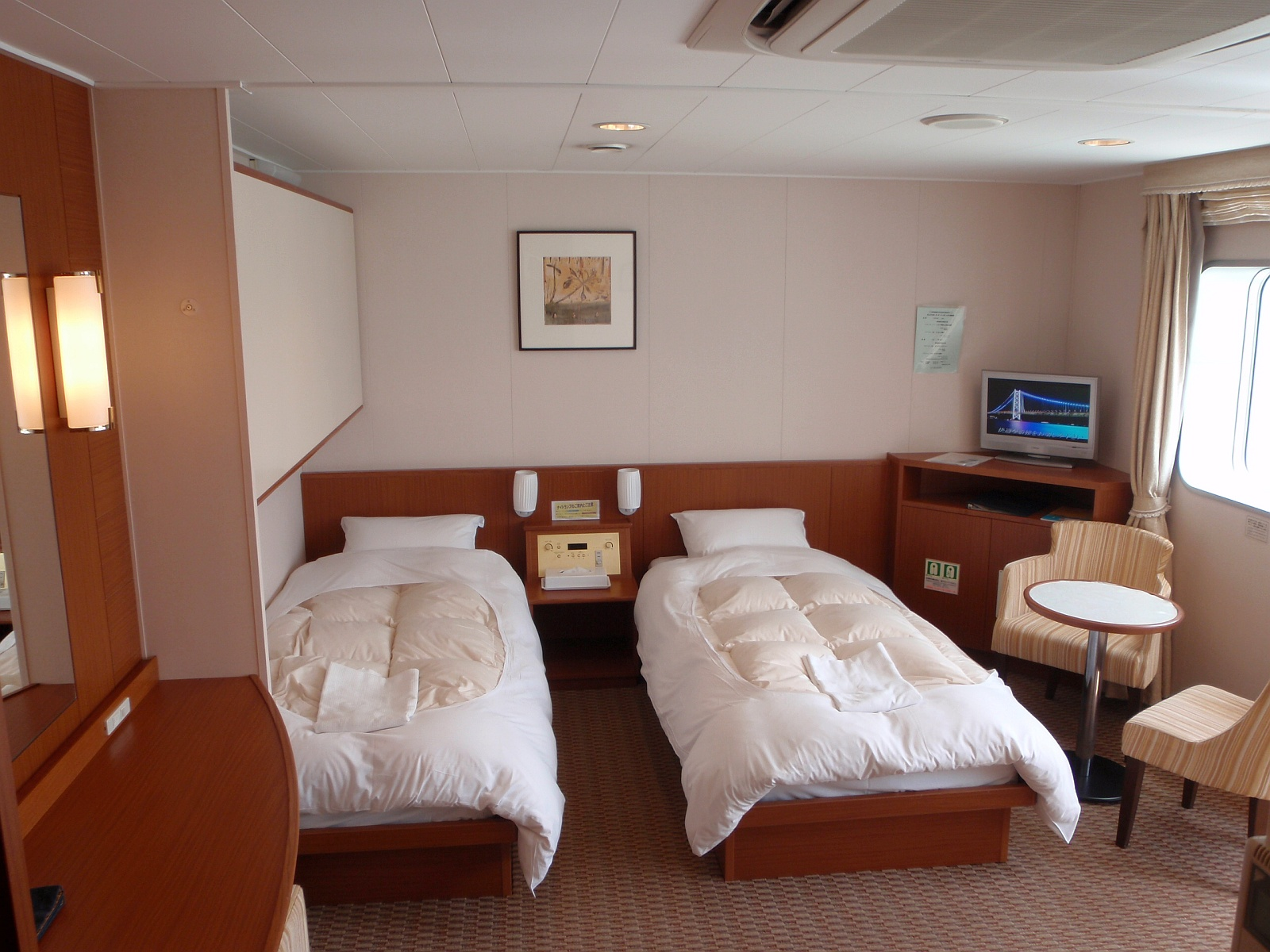
Cabine Deluxe
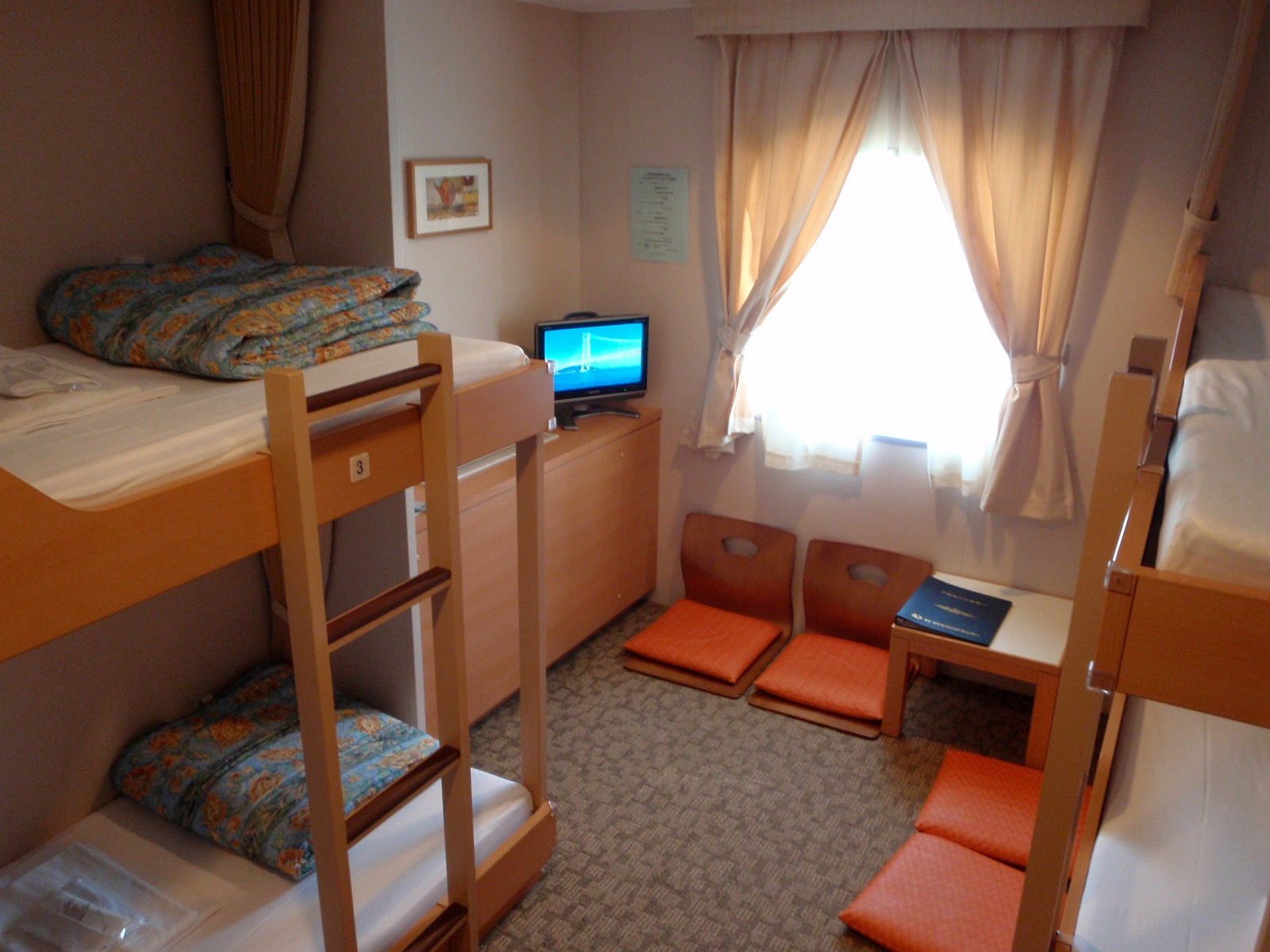
Cabine Standard extérieure
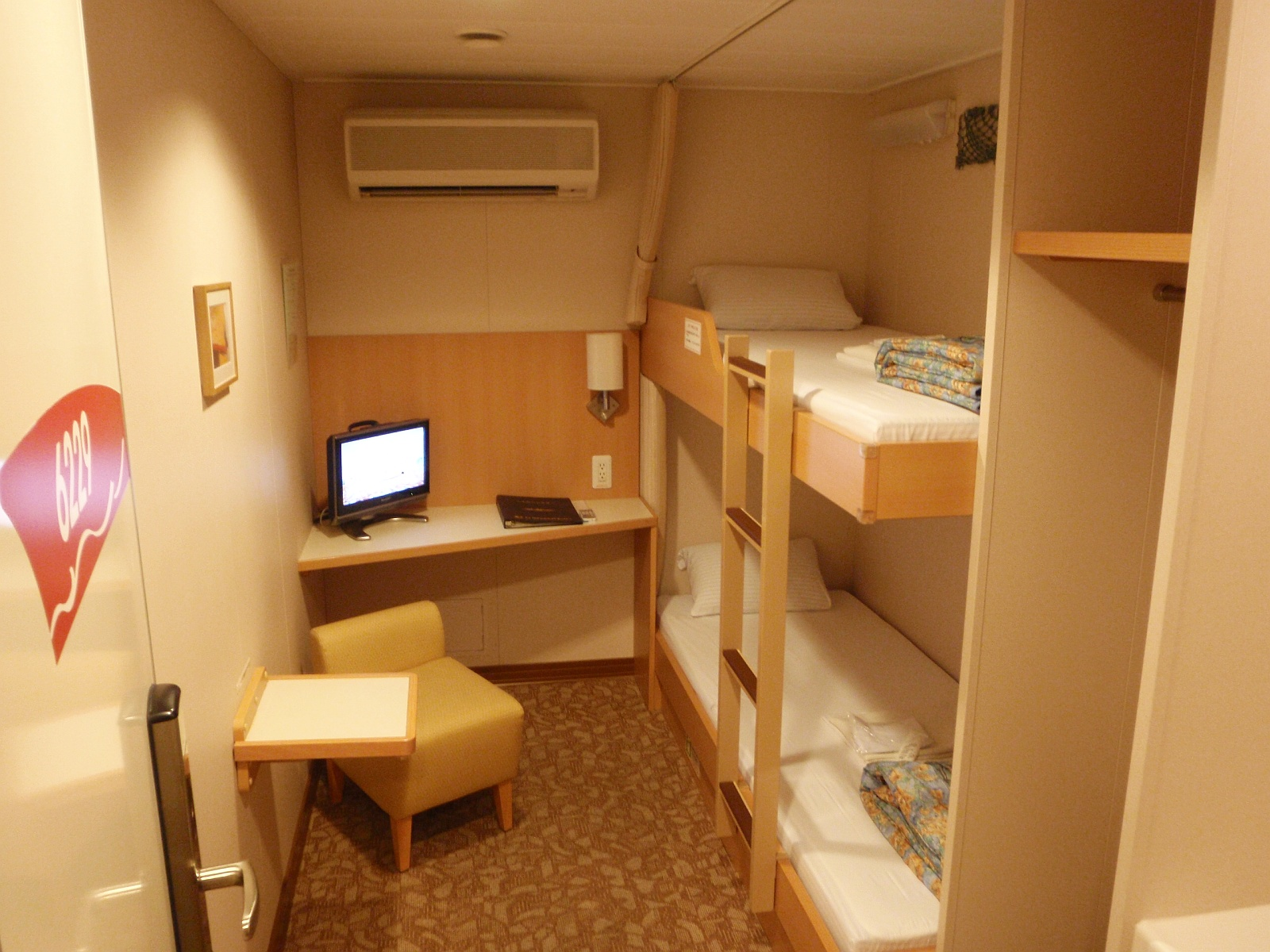
Cabine Standard intérieure
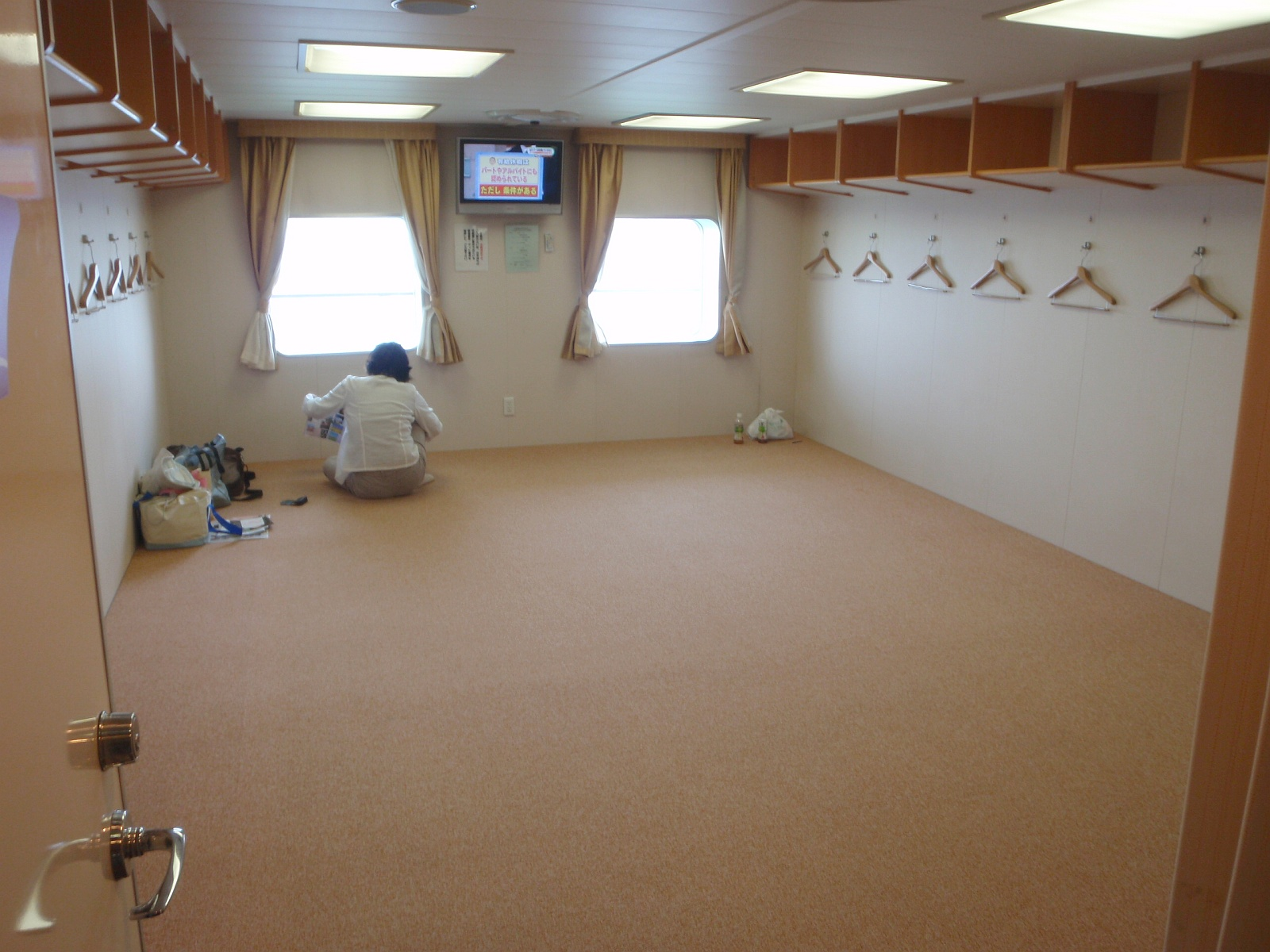
Dortoir Tourist

## Caractéristiques
Le Sunflower Pearl mesure 165,50 mètres de long pour 27 mètres de large, son tonnage est de 11 178 UMS (le tonnage des car-ferries japonais étant défini sur des critères différents, il est en réalité plus élevé). Il peut embarquer 748 passagers et possède un spacieux garage pouvant embarquer 75 véhicules et 147 remorques. Le garage est accessible au moyen de deux porte rampe axiales situées à la proue et à la poupe ainsi qu'une porte latérale située à l'arrière du côté tribord. La propulsion du Sunflower Pearl est assurée par deux moteurs diesel SEMT Pielstick 12PC2-6B1 développant une puissance de 18 000  kW entraînant une hélice unique à pas variables faisant filer le bâtiment à une vitesse de 23,2 nœuds. Il est aussi doté d'un propulseur d'étrave, de trois propulseurs arrières ainsi que d'un stabilisateur anti-roulis. Les dispositifs de sécurité sont essentiellement composés de radeaux de sauvetage mais aussi d'une embarcation semi-rigide de secours.

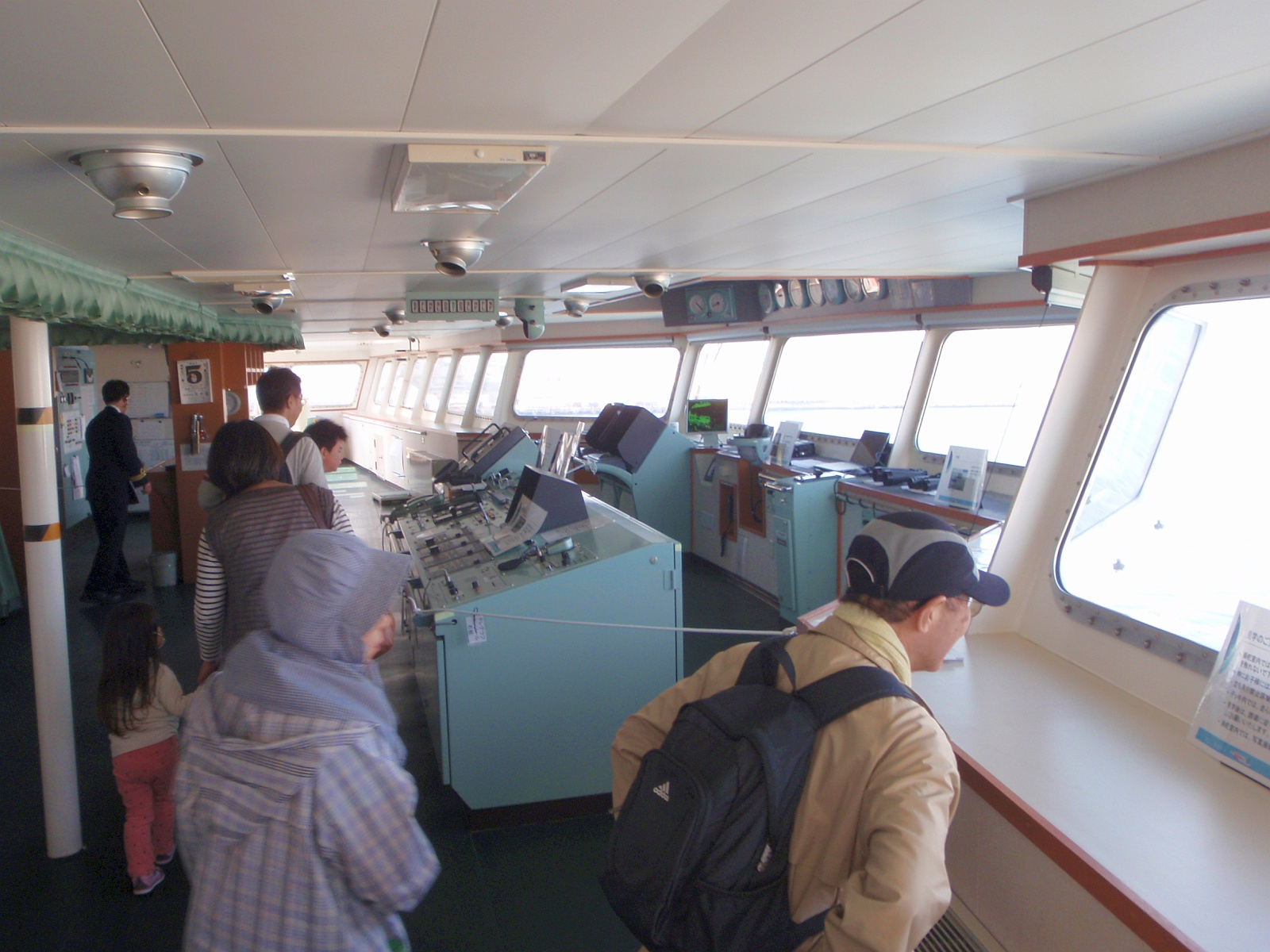
Passerelle de navigation
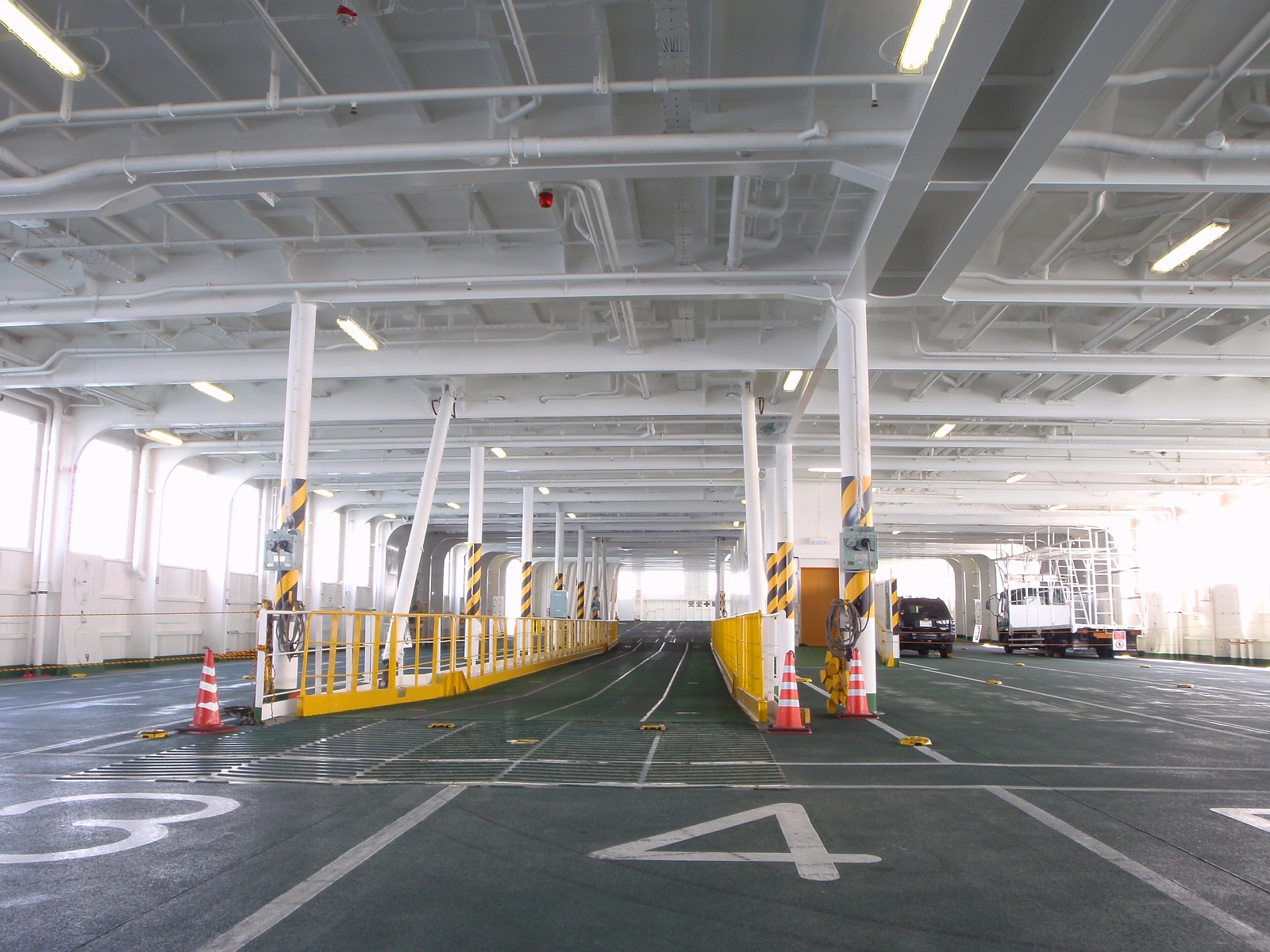
Garage supérieur

## Lignes desservies
Depuis sa mise en service, le Sunflower Pearl est employé toute l'année sur la liaison Kobe - Ōita qu'il dessert quotidiennement en voyage de nuit en tandem avec son jumeau le Sunflower Gold.